# Династија (ТВ серија из 1981, 8. сезона)
Осма сезона серије Династија премијерно је емитована у Сједињеним Америчким Државама на каналу АБЦ од 23. септембра 1987. године до 30. марта 1988. године. Радња серије коју су створили Ричард и Естер Шапиро, а продуцирао Арон Спелинг, врти се око породице Карингтон, богате породице из Денвера у Колораду.
Главне улоге у осмој сезони тумаче: Џон Форсајт као нафтни тајкун и милионер Блејк Карингтон, Линда Еванс као његова нова супруга Кристал, Џон Џејмс као женскарош Џеф Колби, Гордон Томсон као Блејков старији син Адам, Ема Самс као Блејкова тврдоглава ћерка Фалон, Џек Колман као Блејков млађи син Стивен, Мајкл Нејдер као предузетник Декс Декстер, Хедер Локлер као Кристалина сестричина Саманта Џозефин Дин, Тери Гарбер као Бенова ћерка Лесли, Лин Ханли као Адамова супруга Дејна, Џејмс Хили као Џозефов син Шон, Бо Хопкинс као геолог "Денвер−Карингтона" Метју Блајздел и Џоан Колинс као Блејкова бивша супруга Алексис.

## Развој
Кад су Колбијеви отказани, Џон Џејмс и Ема Самс су се вратили као Џеф и Фалон у Династију у осмој сезони. На крају сезоне, Династија је испала из првих 30 и завршила на 41. месту по гледаности у Сједињеним Државама. Завршница сезоне епизода „Рулет у Колораду” била је последња епизода емитован средом пошто је серије померена за четвртак у деветој сезони.

## Радња
Џеф и Фалон су се вратили у Денвер, а брак им се поново распада. Метју који се вратио из мртвих, али са несносним главобољама, узео је Карингтонове за таоце у нади да ће Кристал побећи са њим. Стивен је окончао талачко стање невољно избовши старог пријатеља. Алексис је спасао тајанствени згодни мушкарац Шон Роуан. Она се касније удала за њега не знајући да је он син настојника Џозефа Андерса који се заклео на освету због оца и сестре Кирби. Стивеново и помирење Семи Џо кратко је трајало, а борба за потомство обележила је Адамов и Дејнин брак. Шон је почео да вара и уништава Карингтонове изнутра и борио се са Дексом до смрти у последњој епизоди 30. марта 1988. године. Пошто није изабран за гувернера, Блејк се вратио кући и открио да је Кристал нестала, а њихова соба испретурана.

## Улоге
- Џон Форсајт као Блејк Карингтон
- Линда Еванс као Кристал Карингтон
- Џон Џејмс као Џеф Колби
- Гордон Томсон као Адам Карингтон
- Ема Самс као Фалон Карингтон
- Џек Колман као Стивен Карингтон
- Мајкл Нејдер као Декс Декстер
- Хедер Локлер као Саманта Џозефин Дин
- Тери Гарбер као Лесли Карингтон
- Лин Ханли као Дејна Воринг
- Џејмс Хили као Шон Андерс
- Бо Хопкинс као Метју Блајздел (епизоде 1-2)
- Џоан Колинс као Алексис Карингтон

## Епизоде
| Бр. еп. (укупно) | Бр. еп. (у сезони) | Наслов             | Редитељ         | Сценариста                                                       | Премијера           | Прод. код | Гледаност у САД (милиони) |
| --- | ------------------ | ------------------ | --------------- | ---------------------------------------------------------------- | ------------------- | --------- | ------------------------- |
| 177 | 1                  | "Опсада (1. део)"  | Дон Медфорд     | Едвард Де Бласио                                                 | 23. септембар 1987. | DY-174    | 16.50                     |
| Пошто их и даље држи као таоце поремећени Метју Блајздел, Блејк и његова породица беспомоћно чекају док Блајзделова опседнутост за Кристал опасно расте. Кад је видео Алексисина кола у реци, тајанствени згодни мушкарац ју је извукао из реке. Џеф је тражио Фалон пошто су јој кола пронађена напуштена у пустињи и пронашао ју је онесвешћену неколико километара даље. Пошто му је дозвољен одлазак из виле како би набавио новац за Блајзделов повратак у Перу, Блејк је савладао своје чуваре и отишао по помоћ. Штитећи Лесли пошто је покушала да побегне, Декс се супротставио Метјуу. Током туче која је настала, Декс је искористио прилику и истрчао из куће на имање да тражи помоћ. Блајзделов саучесник је пиштољем пуцао и ранио га. Кад се вратио у вилу са специјалцима, Блејк се ужаснуо кад је затекао вилу празну, а остатке Кристинине лутке на поду.Поновна појава Метјуа Блајздела. |                    |                    |                 |                                                                  |                     |           |                           |
| 178 | 2                  | "Опсада (2. део)"  | Дон Медфорд     | Едвард Де Бласио                                                 | 30. септембар 1987. | DY-175    | 15.20                     |
| Метју је одвео таоце на своју бушотину "Ланкершим−Блајздел 1" и тамо их држао у кући. Декс је пребачен у болницу са озбиљним повредама, али је после операције успео да да полицији траг о томе где су таоци. Алексис је унајмила Моргана Хеса да истражи човека који ју је спасао. Фалон се пробудила у болници, али није хтела да каже Џефу за отмицу, а касније је одлучила да оде кући у Денвер. Метју је набавио динамит и минирао све око талаца. Дејна се преплашила кад јој је Адам рекао да ускоро жели дете. Џерард је рекао Џинет да је воли. Помоћу Дексовог трага, полиција је пронашла Метјуа и побила му људе. Метју је пустио све таоце сем Кристал и Блејка. Стивен је улетео у кућу, а Метју је покренуо направу у намери да побије све. На крају је Стивен убио Метјуа ножем, а Блејк зауставио направу.Последња појава Метјуа Блајздела. |                    |                    |                 |                                                                  |                     |           |                           |
| 179 | 3                  | "Последица"        | Ирвинг Џ. Мур   | Синопсис: Френк В. Фурино Сценарио: Џеф Рајдер и Френк В. Фурино | 7. октобар 1987.    | DY-176    | 15.40                     |
| Догађај на бушотини оставио је Стивена осећајно уплашеног. Адам сумња на Џефов и Фалонин повод за повратак у Денвер и на стално Дејнино мењање теме кад су у питању деца. Стивен је рекао Семи Џо да ће се преселити код ње, али само ако прихвати да никада неће бити пар. Фалон је признала шта јој се десило скептичном Џефу. Блејк је прихватио да буде кандидат на предстојећим изборима за гувернера Колорада. Алексис је пронашла свог тајанственог спасиоца. |                    |                    |                 |                                                                  |                     |           |                           |
| 180 | 4                  | "Објава"           | Дон Медфорд     | Синопсис: Френк В. Фурино Сценарио: Џеф Рајдер и Френк В. Фурино | 14. октобар 1987.   | DY-177    | 15.20                     |
| Алексисин спаситељ Шон Роуан пажљиво је проучио стари снимак са суђења за убиство Теда Динарда. Семи Џо се растужила јер њен и Стивенов однос неће имати завршетак каквом се надала. Фалон је рекла Стивену шта јој се десило у пустињи. Ствари су се захуктале између Декса и Лесли, али и Алексис и Шона. Алексисин бес због тога што су је прескочили у Блејкову корист око избора за гувернера је поново покренула њену мржњу против Блејка. Верујући да ће тиме што ће подарити Блејку унуче обезбедити себи место у породици, Адаму се срце сломило кад је сазнао да Дејна не може да има деце. |                    |                    |                 |                                                                  |                     |           |                           |
| 181 | 5                  | "Замена (1. део)"  | Ненси Малон     | Џејмс Хармон Браун и Барбара Есенстен                            | 28. октобар 1987.   | DY-178    | 13.80                     |
| Алексис је понудила Шону посао кад ју је он обавестио да напушта Денвер. Џеф је прихватио Блејков позив да му буде управник кампање, а кад се задржао на Блејковом састанку, он је морао да откаже вечеру помирења са Фалон што је још више ослабило њихов ионако крхки брак. Алексис је посветила друштво "Колби" борби против Блејковог предлога да се сачува драгоцен национални парк јер би њој биле угрожене новине. Стивен је питао Блејка да му прода екипу "Денверске монархије", а Семи Џо се одмах свидео дрчни бек Џош Харис. Мучена Адамовом жељом за потомством, Дејни се пробудила нада кад је сазнала за успешан програм заменске мајке. |                    |                    |                 |                                                                  |                     |           |                           |
| 182 | 6                  | "Замена (2. део)"  | Дон Медфорд     | Барбара Есенстен и Џејмс Хармон Браун                            | 4. новембар 1987.   | DY-179    | 14.90                     |
| Алексис је искористила своје новине како би нашкодила Блејковом предлогу тако што је тврдила да би земљу требало искористити за покретање штампарије. Дејна се састала са заступником у вези заменства. Адам је у почетку био скептичан у вези тога да му непозната жена носи дете, али се предомислио кад је упознао заменску мајку, прелепу Карен Еткинсон. Кад рад за Декса није испунио Лесли жеље, она је прихватила Алексисину понуду за посао. Џефу је посао Блејковог управника кампање наставио да заокупља време и што га је спречило да са Фалон реши тешкоће у браку. Стивен се узнемирио кад је видео Семи Џо како се љуби са Џошом. |                    |                    |                 |                                                                  |                     |           |                           |
| 183 | 7                  | "Првенац"          | Ирвинг Џ. Мур   | Синопсис: Едвард Де Бласио Сценарио: Џеф Рајдер                  | 18. новембар 1987.  | DY-180    | 13.40                     |
| Шон је одвео Алексис у брвнару на мексичкој обали тихог мора и запросио је. Реагујући на Стивеново одбацивање и презаокупљеност послом, Семи Џо се предала Џошовим набацивањима. Кад је био на скупини за подршку људима који су имали сусрете са трећом врстом, Џефу је разговор био пренеуверљив па је отишао без Фалон. Лесли је пољубила Џефа за срећу пред изборе док су Фалон и Декс посматрали тренутак повређени. Адам је одушевљен што је Карен трудна, а Дејна јој се поверила да се осећа изостављено. Карен је успела да смири Дејни страхове, али су се они вратили кад се Адам вратио кући са поклоном за Карен. На прослави поводом Блејкове победе на изборима, Адам га је обавестио да ће имати још једно унуче док је Дејна развукла свој налепши осмех само да би прикрила осећајни бол. |                    |                    |                 |                                                                  |                     |           |                           |
| 184 | 8                  | "Испит"            | Дон Медфорд     | Синопсис: Едвард Де Бласио Сценарио: Џеф Рајдер                  | 25. новембар 1987.  | DY-181    | 13.30                     |
| Присиљен да напусти вођење "Денвер−Карингтона" како би избегао сукобе у политичкој каријери, Блејк се борио да одлучи ко ће из породице најбоље водити посао, али кад је видео Стивенову одлучност у пословним стањима, Блејк га је замолио да води "Денвер−Карингтон". Лесли је искористила свађу Џефа и Фалон и кренула на Џефа. Семи Џо је лагала Стивена у вези свог односа са Џошом за кога не зна да се бори са зависношћу од кокаина. Шон се заклео да ће осветити самоубиство свог оца Џозефа и силовање сестре Кирби. Алексис је окривио за очеву смрт и заклео се да ће уништити и њу и њену породицу помоћу утицаја на њу и окретања чланова породице једних на друге. |                    |                    |                 |                                                                  |                     |           |                           |
| 185 | 9                  | "Намештаљка"       | Хари Фолк       | Џејмс Хармон Браун и Барбара Есенстен                            | 2. децембар 1987.   | DY-182    | 14.90                     |
| Дејна је невољно открила Алексис да не може да има децу јер је побацила дете у младости. Сумњајући да Дејна користи Адама да би се себично осигурала у будућности, Алексис је кренула да смишља како да је спречи да законито постане мајка Адамовом детету. Тражећи начин да минира Стивену положај у "Денвер−Карингтону", Адам је неименовано обавестио штампу о хапшењу Скипа Мејтленда због растурања дроге у Стивеновој рагби екипи. То је изазвало бруку у Блејковој кампањи. Кад се вратио из Њујорка скрхкан болом због прељубе са Лесли, Џеф се надао да ће да реши своје тешкоће са Фалон, али је она затекла њега и Лесли у завршавању пословних обавеза, то ју је убедило да им је брак готов. Забринут због слабог играња, Стивен је тражио Џошу да оде на преглед. Плашећи се да ће његова зависност бити откривена, Џош је напустио екипу. Кад је Алексис рекла Шону за Дејнин побачај, он је смислио како то да искористи у своју корист. Он је одлетео у Билингс у Монтани и састао се са једном Дејнином другарицом из школе и открио да је отац њеног побаченог детета био Адам. Алексис је позвала Кристал и Блејка на Старо-енглески вашар од ког би се средства дала за Кристалин програм за одвикавање од дроге. Очекујући да ће суноврат утицајних људи утицати на Блејкову кампању, Алексис је спремила посебно изненађење како би му минирала политичке циљеве. |                    |                    |                 |                                                                  |                     |           |                           |
| 186 | 10                 | "Вашар"            | Дон Медфорд     | Барбара Есенстен и Џејмс Хармон Браун                            | 9. децембар 1987.   | DY-183    | 15.70                     |
| Сазнавши за побачај, Шон је уценио Дејну да му да тајне податке о Карингтоновима. Шон се окренуо алкохолу и завишношћу од дроге кад је Семи Џо одбила да се уда за њега. Фалон је обавестила Џефа да ће поднети хартије за развод брака. Алексис и Шон су средили пуштање монтираног снимка на ком изгледа као да Блејк посећује јавну кућу. |                    |                    |                 |                                                                  |                     |           |                           |
| 187 | 11                 | "Нови тајкуни"     | Ирвинг Џ. Мур   | Синопсис: Френк В. Фурино Сценарио: Џеф Рајдер                   | 23. децембар 1987.  | DY-184    | 11.70                     |
| Блејк је уз Кристалину помоћ успео да скине љагу са свог имена после бруке са снимком. Током пословног пута у Јужној Африци, Декс је налетео на човека који би могао да му да податке у вези Шона Роуана. Џеф је пристао на развод од Фалон. Забринута јер није могла да добије Џоша, Семи Џо је отишла у његов стан и затекла га у несвести због прекомерне количине дроге. |                    |                    |                 |                                                                  |                     |           |                           |
| 188 | 12                 | "Расплет"          | Ненси Малон     | Синопсис: Френк В. Фурино Сценарио: Џеф Рајдер                   | 30. децембар 1987.  | DY-185    | 13.50                     |
| Семи Џо је постала потиштена због Џошове смрти, а кад је схватила да је опседнутост да буде са Стивеном спречава да има са неким присни однос, она је замолила Стивена да се исели са салаша. Дејна је попустила под Шоновом уценом и дала му податке у вези "Денвер−Карингтона". Пошто је Алексис била презаокупљена Блејковом кампањом, Шон се окренуо Лесли и провео ноћ са њом. Џеф је замолио Семи Џо да иде са њим, Денијем и М.Б.-ом за викенд на скијање. Кад је открила нови угао како да минира Блејку кампању, Алексис је сазвала вечерњу изјаву за штампу и прогласила се назависном кандидаткињом за гувернера. |                    |                    |                 |                                                                  |                     |           |                           |
| 189 | 13                 | "Изјава за штампу" | Дон Медфорд     | Синопсис: Едвард Де Бласио Сценарио: Џеф Рајдер                  | 6. јануар 1988.     | DY-186    | 13.20                     |
| Алексис је замолила Шоа да преузме друштво "Колби" да би она могла да се усредоточи на изборе. Док је била на планини у викендици са Џефом и децом, Семи Џо се пожалила на свој пропали брак и томе да не успева да буде добра мајка. Џеф је утешио Семи Џо па се између њих јавио нов однос. Дејна је коначно рекла Адаму да је он био отац детета које је побацила, а он ју је бесно оптужио да му је убила дете. Алексис је минирала Блејково појављивање у емисији па се појавила да му украде гостовање, али је Кристал ускочила место Блејка и храбро га одбранила од Алексисиних политичких увреда. Смишљајући начин како да се освети Алексис, Кристал се сетила Алексисиног кратког брака са Сесилом Колбијем пре него што је умро па се запитала да ли може да докаже да није умро природном смрћу и некако умеша Алексис. |                    |                    |                 |                                                                  |                     |           |                           |
| 190 | 14                 | "Слике"            | Хари Фолк       | Синопсис: Едвард Де Бласио Сценарио: Џеф Рајдер                  | 13. јануар 1988.    | DY-187    | 14.90                     |
| Занемарујући Блејкове приговоре, Кристал је наставила своју истрагу Алексисиног брака са Селилом Колбијем. Лесли је пратила Шона до гроба његовог оца и открила његово право име и да је син Џозеф Андерса па је искористила тај податак да га уцени да је убаци као једнаког ортака у свој план. Дејна се вратила код Адама и рекла му за Шонову уцену. Алексис се разочарала кад је затражила подршку деце у својој кампањи, а само се Адам одазвао позиву. Кад су Фалон и Декс отпутовали у Натумбе да провере уговор са друштвом "Нафта Витрон", Фалон је одлучила да претекне Стивена око уговора. Кристал је запретила да ће открити своја открића новинама ако се Алексис не повуче из избора. |                    |                    |                 |                                                                  |                     |           |                           |
| 191 | 15                 | "Хитац"            | Дон Медфорд     | Синопсис: Френк В. Фурино Сценарио: Џеф Рајдер                   | 20. јануар 1988.    | DY-188    | 16.30                     |
| Кад је Кристал сазнала да је Сесил Колби променио своју опоруку убрзо после женидбе са Алексис, она је помислила да коначно има чврсте доказе против ње. Стивен је остао надгласан па је невољно одобрио уговор са друштвом "Нафта Витрон". Шон је своју освету Алексис и Карингтоновима ставио у погон. Алексис је кренула да се предомишља у вези своје кандидатуре за гувернерку кад је један новинар алудирао на бруку у вези њеног брака са Сесилом. Током избора, Шон је случајно упуцао Алексис место Блејка. |                    |                    |                 |                                                                  |                     |           |                           |
| 192 | 16                 | "Наруквица"        | Ирвинг Џ. Мур   | Синопсис: Френк В. Фурино Сценарио: Џеф Рајдер                   | 27. јануар 1988.    | DY-189    | 14.50                     |
| Док се опорављала од рањавања, Алексис је рекла Блејку да ће се повући са избора, али после изненадног раста популарности, она се предомислила. Каренин супруг Џеси се појавио и рекао јој да он уопште није потписао хартије за развод брака због чега су по закону још у браку. Кад је Џеф помогао Семи Џо финансијски, Стивен га је упозорио да се окане његове бивше супруге. Џеф је спасао Семи Џо од покушаја силовања и схватио да се заљубљује у њу. Алексис је у својој спаваћој соби пронашла наруквицу коју је поклонила Лесли. |                    |                    |                 |                                                                  |                     |           |                           |
| 193 | 17                 | "Упозорење"        | Дон Медфорд     | Џејмс Хармон Браун и Барбара Есенстен                            | 3. фебруар 1988.    | DY-190    | 14.90                     |
| Лесли се уплашила да Алексис зна да је Шон који стоји иза Џесијевог изненадног повратка у Каренин живот вара са њом. Стивен, Фалон и Адам су остали затечени кад су сазнали да Џеф купује огромне количине деоница "Денвер−Карингтона". Адма је покушао да плати Џесију 100000 да напусти Денвер, али га је Шон захтевао да он остане у граду и убеди Карен да се бори за старатељство над дететом које Карен носи за Адама и Дејну. |                    |                    |                 |                                                                  |                     |           |                           |
| 194 | 18                 | "Адамов син"       | Ненси Малон     | Синопсис: Едвард Де Бласио Сценарио: Џеф Рајдер                  | 10. фебруар 1988.   | DY-191    | 15.00                     |
| Алексис се игра са Лесли запиткујући је о наруквици коју јој је поклонила. Џеф је дао отказ на месту Блејковог руководиоца кампање кад је Блејк изразио незадовољство његовим маневаром у "Денвер−Карингтону". Шон је порекао Алексисину оптужбу да је вара са Лесли, али она није била потпуно уверена. Кад је затекла Адама и Џесија како се туку на ходнику, Карен су почели трудови. Кад је Шон запретио Лесли, она се окренула Дексу и рекла му да зна Шоново право презиме. Декс је открио Алекис да је Шон у ствари Џозефов син. Адамова и Дејнина радост због сина кратко је трајала јер им је Карен у сузама рекла да не може да се одрекне детета. |                    |                    |                 |                                                                  |                     |           |                           |
| 195 | 19                 | "Брука"            | Ирвинг Џ. Мур   | Синопсис: Френк В. Фурино Сценарио: Џеф Рајдер                   | 2. март 1988.       | DY-192    | 11.10                     |
| Алексис је упозорила Блејка на Шонову осветољубивост. Блејк и Декс су отишли у Натумбе и открили продају оружја на црно, али су остали заробљени на танкеру. Плашећи се да ће њена веза са Џефом утицати на пријатељство са Фалон, Џеми Џо је замолила Џефа да крију своју романтику. Адам је био пресрећан кад је открио да јесте прави Адам Карингтон, али му је поново срећа кратко трајала јер му је стигла Каренина тужба у вези старатељства над дететом. Алексис је унајмила Моргана Хеса да истражи Шона и сазнала је за његову широку међународну злочиначку прошлост. Блејк и Декс су успели да побегну кад је Шон окинуо динамит на танкеру. Међутим, погрешно су претпоставили да је Шон погинуо у праску. |                    |                    |                 |                                                                  |                     |           |                           |
| 196 | 20                 | "Парница"          | Реј Дентон      | Џејмс Хармон Браун и Барбара Есенстен                            | 9. март 1988.       | DY-193    | 12.30                     |
| Блејк се вратио у Колорадо и суочио са оптужбама да је учествовао у трговину оружјем на црно. Плашећи се да ће оптужбе да му утичу на кампању, Фалон и Стивен су отишли у Натумбе како би пронашли доказ који ће скинути љагу са имена њиховог оца. Суђење око старатељства је убрзо добило нежељени преокрет. Ужаснута природом поступка, Дејна је пукла и рекла да дете треба да буде са својом мајком, Карен. Сломљеног срца, Адам је напустио њихову спаваћу собу. Кад је сазнала да су се Џеф и Фалон развели, Лесли је покушала да обнови своју везу са Џефом не знајући да се он тајно виђа са Семи Џо. Џеф и Блејк су решили своје несугласице па га је Блејк замолио да се врати на место његовог руководиоца кампање. Стивен и Фалон су се вратили у Денвер са списом који доказује да Шон стоји иза пошиљке оружја. Кристал су почеле да муче несносне главобоље, али она то крије од породице. Алексис је покушала да сакрије свој страх када су јој рекли да је тело за које су мислили да је Шоново тело Харија Трешера. |                    |                    |                 |                                                                  |                     |           |                           |
| 197 | 21                 | "Прошња"           | Дон Медфорд     | Синопсис: Френк В. Фурино Сценарио: Џеф Рајдер                   | 16. март 1988.      | DY-194    | 13.60                     |
| Лесли је открила да је ушла у сукоб са свима из породице. Алексис и Блејк су до гуше у изборина за гувернера. Џеф је запросио Семи Џо, а кад су чули вести, ни Стивену ни Фалон то није било баш драго. Дејна је коначно одлучила да напусти Адама. Карен је отишла у болницу да види дете, али је открила да је нестало. |                    |                    |                 |                                                                  |                     |           |                           |
| 198 | 22                 | "Рулет у Колораду" | Irving J. Moore | Синопсис: Едвард Де Бласио Сценарио: Џеф Рајдер                  | 30. март 1988.      | DY-195    | 16.10                     |
| Пошто је отео Адаму сина, Шон је узео Лесли за таокињу. И Блејк и Алексис су изгубили на изборима за гувернера. Лесли је успела да позове Адама, али ју је Шон ухватио и претукао, међутим, Адам је помоћу позива пронашао сина. Џеф се нашао у незгодном положају када су се стара осећања за Флаон пробудила пошто је запросио Семи Џо. Судија је доделио старатељство Карен. Блејк је открио да Кристал крије да јој није добро. Шон је уперио пиштољ у Алексис у стану, али је наишао Декс па су се потукли током чега је пиштољ опалио.Последња појава Лесли Карингтон. |                    |                    |                 |                                                                  |                     |           |                           |

## Пријем
На крају осме сезоне, Династија је завршила на 41. месту по гледаности у Сједињеним Државама са просечним бројем гледалаца од 14,3 милиона.